# Teodoro de Atamania
Teodoro de Atamania era rey de los atamanios en el sureste de Epiro. Es conocido sólo en los registros del templo de Delos. Su hija Fila hizo dedicatorias allí antes del 225 a. C.